# Casa Vallvé (la Pobla de Mafumet)
Casa Vallvé, abans Casa Txacó, és una casa del municipi de la Pobla de Mafumet protegida com a bé cultural d'interès local. És una de les cases que integraven el nucli medieval i, antigament, fou la seu de l'ajuntament. Al seu interior es conserva el primitiu celler i el primitiu molí.

## Descripció
La casa Vallvé, una de les cases que integraven l'antic nucli medieval, té planta baixa i un pis i és coberta per una teulada a doble vessant, amb el carener paral·lel a la façana principal. La planta baixa té l'accés emmarcat per un arc de mig punt adovellat i per les restes d'antigues finestres, algunes d'elles actualment cegades. El primer pis compta amb tres finestres, dues d'antigues que encara conserven fragments de l'estructura originària i una que va ser reformada fa uns anys (1980-1985).

## Història
La casa Vallvé, antigament coneguda com a Casa Txacó, és una de les cases que integraven el nucli medieval de la Pobla de Mafumet. Al seu interior es conserva el primitiu celler amb els cups i el primitiu molí, dependències que encara conserven els embigats originaris tot i que en un estat força lamentable. Aquest sector de la casa s'utilitza com a magatzem agrícola, restant la part superior per a habitatge. El més deteriorat de la casa és la façana, feta amb pedra que es conserva força desgastada. La casa fou, antigament, seu de l'ajuntament del poble.